# Miłosz Borowski
Miłosz Borowski (ur. 22 stycznia 1994) – polski lekkoatleta specjalizujący się w biegach średniodystansowych.
Srebrny medalista mistrzostw Polski w biegu przełajowym na 4 kilometry (Kraków 2015) rozegranym w Iławie.